# SV Robinhood
Sport Verenigang Robinhood – surinamski klub piłkarski z siedzibą w mieście Paramaribo, stolicy państwa.

## Osiągnięcia
- Mistrz Surinamu (27): 1953, 1954, 1955, 1956, 1959, 1961, 1964, 1971, 1975, 1976, 1979, 1980, 1981, 1983, 1984, 1985, 1986, 1987, 1988, 1989, 1993, 1995, 2005, 2012, 2018, 2022, 2023, 2024
- Puchar Surinamu (7): 1994, 1995, 1996, 1999, 2001, 2016, 2018
- Finał Pucharu Mistrzów CONCACAF (5): 1972, 1976, 1977, 1982, 1983

## Historia
Klub założony został 6 lutego 1945 roku i gra obecnie w pierwszej lidze surinamskiej (SVB-hoofdklasse). W 2007 roku w kadrze drużyny znajdują się następujący piłkarze (wszyscy z Surinamu): bramkarz Harold Blokland, obrońca Malcolm Weibolt, pomocnicy Franz Dijksteel, Rouche Emanuelson, Orlando Grootfaam, Ferdinand Jap A Joe i Murphy Kemble oraz napastnicy Gordon Kinsaini i Dwight Panka.